# Anti-péronisme

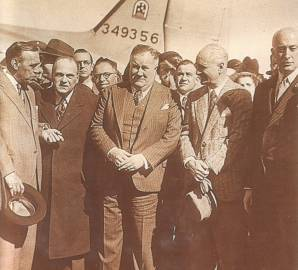
Spruille Braden, ambassadeur américain, l'un des principaux promoteurs de l'anti-péronisme.

L'anti-péronisme est une position politique caractérisée par une opposition catégorique au péronisme, le mouvement politico-syndical créé en Argentine sous la direction de Juan Domingo Perón. Les dictatures de Pedro Eugenio Aramburu (1955-1958), Juan Carlos Onganía (1966-1970), Alejandro Agustín Lanusse (1971-1973), Jorge Rafael Videla (1976-1981), Roberto Viola (1981), Leopoldo Galtieri (1981- 1982) et Reynaldo Bignone (1982-1983). En 1962 et 1963, deux secteurs anti-péronistes des forces armées se sont affrontés pour des questions d'armes, causant un grand nombre de morts et de blessés, dans un conflit connu sous le nom d'Azules et de Colorados et qui a été qualifié de «guerre civile de l'anti-péronisme».
Des groupes antipéronistes ont également mené l'attaque de la Place de Mai le 15 avril 1953, qui a causé 6 morts et des dizaines de blessés, et l'attentat à la bombe sur la Place de Mai en 1955, qui a tué au moins 308 personnes et a fait des centaines de blessés.
En 1955, à partir d'une expression utilisée dans une émission humoristique, les anti-péronistes adoptèrent eux-mêmes le nom de «gorilles», avec un sens complémentaire. Au fil des années, le terme a également commencé à être utilisé par les péronistes et les non-péronistes.

## Origine
L'anti-péronisme est apparu au début de 1945 comme une réaction de divers secteurs, principalement des groupes d'affaires soutenus par l'ambassade des États-Unis dirigée par Spruille Braden, contre les politiques de travail et de sécurité sociale mises en œuvre par le ministère du Travail et de la Protection sociale, en charge de Juan Domingo Perón, pendant la Révolution de 1943.
Le gouvernement de 1943 à 1946 était composé de groupes d’idéologies différentes ; En particulier, Perón a dirigé un groupe qui a établi sa base au ministère du Travail et de la Protection sociale, composé de la plupart des syndicats socialistes et des syndicalistes révolutionnaires qui ont promu une nouvelle politique de droits du travail et de développement industriel, qui a gagné la sympathie de larges secteurs et de groupes populaires socialement et ethniquement discriminés et s'est consolidée au cours de cette période.
En 1945, promu par l' ambassadeur américain en Argentine, Spruille Braden, émerge un groupe hétérogène, qui a en commun son opposition à la politique promue par Perón. Il avait auparavant joué un rôle important dans la guerre du Chaco entre la Bolivie et le Paraguay, préservant les intérêts de Standard Oil.
Le 16 juin 1945, 321 organisations patronales, dirigées par la Bourse et la Chambre de commerce argentine , publient le Manifeste du commerce et de l'industrie , remettant durement en question la politique du travail. La principale plainte du secteur des affaires était qu'« un climat de suspicion, de provocation et de rébellion était en train de se créer, qui stimule le ressentiment et un esprit permanent d'hostilité et de revendication ».
L'offensive contre le droit du travail a conduit au fait que, vers la mi-juillet 1945, de nombreux membres du socialisme et du syndicalisme révolutionnaire, et dans une moindre mesure du communisme et de l'anarchisme, ont commencé à s'identifier comme «péronistes»,.
Le 8 octobre 1945 eut lieu un coup d'État civilo-militaire, dirigé par le général Eduardo J. Ávalos (l'un des dirigeants du GOU ), avec le soutien du radical Amadeo Sabattini. Les putschistes ont renvoyé Perón et l'ont arrêté sur l'île Martín García. Une semaine plus tard, le 17 octobre, une manifestation ouvrière a obtenu la libération de Perón et l'engagement de la dictature à convoquer des élections libres.

## Caractéristiques
L'apparition de l'anti-péronisme en Argentine, en tant que mouvement d'opposition aux politiques du travail et de la sécurité sociale promues par le ministère du Travail et de la Sécurité sociale dirigé par Juan Perón, avant même que le péronisme ne prenne sa propre identité, avait des composantes hautement émotionnelles, avec contenu ethnique et social, reconnaissant comme un précédent la division entre yrigoyenistas et antirygoyenistas (ou antipersonalistas) survenue au cours du cycle démocratique précédent.
Sur le plan social, l'anti-péronisme a des racines profondes dans les couches supérieures de la société, dans lesquelles il n'y a presque pas de sympathisants péronistes, et une présence importante dans les classes moyennes urbaines de la ville de Buenos Aires.
L'historienne Silvia Sigal soutient que l'anti-péronisme n'est pas né comme une opposition aux nouvelles politiques sociales mais plutôt :

« Perón était avant tout perçu comme une figure du régime militaire et, au sein de celui-ci, comme faisant partie de la faction des colonels pro-nazis. »

L'historienne Flavia Fiorucci dit que les intellectuels des idéologies les plus diverses, depuis ceux qui se sont exprimés dans la revue esthétisante libérale Sur jusqu'à ceux qui ont écrit dans le journal socialiste La Vanguardia, ont d'abord rejeté Perón pour la plupart et que lorsqu'il a commencé son gouvernement, ils l’ont rejeté, considérant cela comme l’instauration du fascisme.

## Facettes de l'anti-péronisme
L'antipéronisme a été motivé par plusieurs facteurs :
- Le libéralisme: la politique péroniste était fortement dirigiste et protectionniste, ce qui est contraire au libéralisme économique.
- L'antinationalisme: le péronisme était un mouvement nationaliste et rejetait autant le capitalisme libéral que le communisme, incitant les partisans du capitalisme libéral et du communisme à être hostiles au péronisme.
- L'antifascisme, le régime politique de Juan Peron était considéré par nombre de ses opposants comme une émanation du fascisme en Argentine.
- Le fondamentalisme catholique, le péronisme avec le temps et un conflit avec l'Église catholique romaine a évolué vers l'anticléricalisme durant les derniers mois de la première présidence de Peron.
- Les radicaux de l'Union civique radicale formait une opposition démocratique au régime péroniste.
- Le communisme : le péronisme, par son aide au mouvement ouvrier, a réduit la mouvance communiste qui n'a jamais pu avoir du succès dès lors que le péronisme s'est établi.

## Violence politique
L'anti-péronisme est étroitement lié à la violence politique qui a touché l'Argentine entre 1945 et 1983. Le journaliste Blas García considère que "l'anti-péronisme était terroriste et putschiste dès son origine".
La «Révolution libératrice» de 1955 autoproclamée a lancé une politique de « dépéronisation » du pays, qui comprenait une politique répressive systématique contre les citoyens péronistes, avec des fusillades, des arrestations, des licenciements, une discrimination politique et des interdictions électorales qui se sont poursuivies jusqu'en 1973. les fusillades de 1956 contre le général Juan José Valle et d'autres militaires et civils péronistes qui s'étaient soulevés contre la dictature, y compris les exécutions clandestines de José León Suárez.
Au cours du processus de réorganisation nationale autoproclamé, la politique systématique de terrorisme d'État est remise en question , au sein de laquelle l'organisation terroriste Triple A créée par le ministre de la Protection sociale des présidences péronistes à partir de 1973 a joué un rôle important.